# هارالد شيرينغ
هارالد شيرينغ (بالألمانية: Harald Schering)‏ (و. 1880 – 1959 م) هو فيزيائي، وأستاذ جامعي من ألمانيا . ولد في جوتنجن .
توفي في هانوفر، عن عمر يناهز 79 عاماً.

## مناصب وهيئات
أدار جامعة هانوفر.

## جوائز
حصل على جوائز منها:
- صليب القائد لنيشان استحقاق جمهورية ألمانيا الاتحادية.